# PiRNA
PiRNA's (piwi-interacterende RNA) zijn een klasse van RNA's die in 2006 zijn ontdekt en die iets langer zijn dan miRNA's en siRNA's (26–31 nucleotiden). Deze RNA's binden - zoals de naam impliceert - aan PIWI-proteïne en worden voornamelijk aangetroffen in geslachtscellen (kiembaan), waar ze essentieel zijn voor de spermatogenese. Ze zijn onder andere betrokken bij de gen silencing van retrotransposons. Gen-silencing is de regulatie van de genexpressie waardoor de expressie van een bepaald gen wordt voorkomen. De piRNA's werden geïdentificeerd in de laboratoria van Greg Hannon, Toshiaki Watanabe, Haifan Lin, Dimos Gaidatzis, Mihaela Zavolan en Tom Tuschl.

## Kenmerken

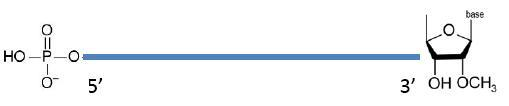
Voorgestelde piRNA-structuur, met de 3'-eind-2'-O-methylatie

PiRNA's zijn gevonden in zowel gewervelden als ongewervelden, en hoewel biogenese en werkingsmechanismen enigszins variëren tussen soorten, zijn een aantal kenmerken behouden gebleven. PiRNA's hebben geen duidelijke secundaire structuurmotieven, vanwege het feit dat de lengte van een piRNA varieert tussen soorten (van 21 tot 31 nucleotiden), en de voorkeur voor een 5' uridine komt veel voor in piRNA's bij zowel gewervelde als ongewervelde dieren. PiRNA's in Caenorhabditis elegans hebben een 5'-monofosfaat en een 3'-modificatie die de 2'- of 3'-zuurstof blokkeert, die ook voorkomen in zebravis, muizen, en ratten. Deze 3'-modificatie is een 2'-O-methylering; de reden voor deze wijziging is niet duidelijk, maar er is gesuggereerd dat het de piRNA-stabiliteit verhoogt.
Er zijn meer dan 50.000 unieke piRNA-sequenties ontdekt in muizen en meer dan 13.000 in D. melanogaster. Er wordt gedacht dat er vele honderdduizenden verschillende piRNA-soorten voorkomen in zoogdieren.

## Geschiedenis en loci
Begin jaren tachtig werd ontdekt dat een enkele mutatie in het bananenvlieggenoom specifiek alle kopieën van een retrovirus-achtig element genaamd Gypsy in de vrouwelijke kiembaan activeert. De plaats van de mutaties die deze gypsy's deden ‘dansen’ werd daarom de ‘flamenco-locus’ genoemd. In 2001 stelden Aravin et al. voor dat dubbelstrengig-RNA-gemedieerde silencing betrokken is bij de controle van retrotransposons in de kiembaan en in 2003 was het idee naar voren gekomen dat overblijfselen van transposons mogelijk dsRNA's produceren die nodig zijn voor het uitschakelen van "live" transposons. Het sequencen van de flamenco-locus van 200.000 bp was moeilijk, omdat deze vol zat met transponeerbare elementfragmenten (104 inserties van 42 verschillende transposons, inclusief meerdere gypsy's), die allemaal dezelfde oriëntatie hebben. PiRNA's worden inderdaad allemaal aangetroffen in clusters in het hele dierlijke genoom; deze clusters kunnen slechts tien of vele duizenden piRNA's bevatten die overeenkomen met verschillende, fase transposonfragmenten. Dit leidde in 2007 tot het idee dat in de kiembaan een pool van primaire piRNA's wordt aangemaakt uit lange enkelstrengige transcripten gecodeerd door piRNA-clusters in de tegenovergestelde oriëntatie van de transposons, zodat de piRNA's zich kunnen hechten aan de transposon-gecodeerde transcripten en deze kunnen aanvullen, waardoor hun degradatie wordt veroorzaakt. Elk transposon die in de juiste oriëntatie in zo'n cluster landt, zal het individu min of meer immuun maken voor die transposon, en zo'n voordelige mutatie zal zich snel door de populatie verspreiden. De oorspronkelijke mutaties in de flamencolocus remden de transcriptie van het mastertranscript, waardoor dit afweersysteem werd gedeactiveerd.
Een historisch voorbeeld van invasie en Piwi-reactie is bekend: het P-element-transposon drong halverwege de 20e eeuw een Drosophila melanogaster-genoom binnen, en door kruising hadden binnen tientallen jaren alle wilde bananevliegen wereldwijd (hoewel niet de reproductief geïsoleerde laboratoriumstammen) hetzelfde P-element. Onderdrukking van verdere activiteit van het P-element, die zich bijna gelijktijdig verspreidde, lijkt te hebben plaatsgevonden door het Piwi-interagerende RNA-reactiepad.
PiRNA-clusters in genomen kunnen nu gemakkelijk worden gedetecteerd via bio-informatica-methoden. Terwijl piRNA's van D. melanogaster en van gewervelde dieren zijn gelokaliseerd in gebieden zonder enige eiwitcoderende genen, zijn piRNA's in Caenorhabditis elegans geïdentificeerd tussen eiwitcoderende genen.
Bij zoogdieren worden piRNA's zowel in testis en eierstokken,gevonden hoewel ze alleen nodig lijken te zijn bij mannen. Bij ongewervelde dieren zijn piRNA's gevonden in zowel de mannelijke als de vrouwelijke kiembaan.
In cellen zijn piRNA's gevonden in zowel de celkern als in het cytoplasma, wat suggereert dat piRNA-reactiepaden in beide gebieden kunnen functioneren en kan daarom meerdere effecten hebben.

## Biogenese

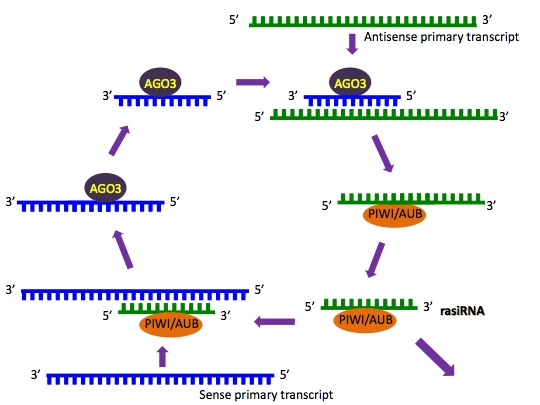
Het pingpongmechanisme voor de biogenese van het 5'-uiteinde van rasiRNA.

De biogenese van piRNA's is nog niet volledig begrepen, hoewel mogelijke mechanismen zijn voorgesteld. PiRNA's vertonen een significante strengafwijking, dat wil zeggen dat ze zijn afgeleid van slechts één DNA-streng, en dit kan erop wijzen dat ze het product zijn van lange, enkelstrengige precursormoleculen. Er wordt gesuggereerd dat een primair verwerkingsreactiepad het enige reactiepad is die wordt gebruikt om pachytene piRNA's te vormen; in dit mechanisme worden piRNA-voorlopers getranscripteerd, wat resulteert in piRNA's met de neiging zich te richten op 5’ uridinen. Er wordt ook een 'pingpong'-mechanisme voorgesteld waarbij primaire piRNA's hun complementaire doelwitten herkennen en de rekrutering van piwi-eiwitten veroorzaken. Dit resulteert in de splitsing van het transcript op een punt-tien-nucleotide van het 5'-uiteinde van het primaire piRNA, waardoor het secundaire piRNA wordt geproduceerd. Deze secundaire piRNA's zijn gericht op sequenties die een adenine op de tiende positie bezitten. Omdat het piRNA dat betrokken is bij de pingpongcyclus aangrijpt op transposontranscripten, werkt de pingpongcyclus alleen op het niveau van transcriptie. Een of beide van deze mechanismen kan in verschillende soorten werkzaam zijn; Caenorhabditis elegans heeft bijvoorbeeld piRNA's, maar lijkt helemaal geen gebruik te maken van het pingpongmechanisme.
Een aanzienlijk aantal piRNA's geïdentificeerd in zebravis en Drosophila melanogaster bevatten adenine op hun tiende positie, en dit is geïnterpreteerd als mogelijk bewijs van een geconserveerd biosynthetisch mechanisme over soorten heen. Pingpongsignaturen zijn geïdentificeerd bij zeer primitieve dieren zoals sponzen en neteldieren, wat wijst op het bestaan van de pingpongcyclus al in de vroege takken van metazoas.